# Doratifera oxleyi
The Painted Cup Moth (Doratifera oxleyi) là một loài bướm đêm thuộc họ Limacodidae. Nó được tìm thấy ở Sydney và Melbourne, cũng như Nam Úc và Tasmania.
Sải cánh dài khoảng 50 mm đối với con cái và 20 mm đối với con đực.
Ấu trùng ăn Eucalyptus species.